# Appaiana Agrahara, Malur
Appaiana Agrahara là một làng thuộc tehsil Malur, huyện Kolar, bang Karnataka, Ấn Độ.